# Scotorythra goniastis
Scotorythra goniastis är en fjärilsart som beskrevs av Edward Meyrick 1899. Scotorythra goniastis ingår i släktet Scotorythra och familjen mätare. Inga underarter finns listade.